# Parc énergétique de Morbach
Le parc énergétique de Morbach (en allemand : Energielandschaft Morbach) est un site de production d'énergie situé au nord de Morbach dans le land allemand de Rhénanie-Palatinat, où l'énergie éolienne, l'énergie solaire et la biomasse sont utilisées en synergie pour produire de l'énergie électrique et de l'énergie thermique.

## Histoire
De 1955 à 1995, le site de 145 hectares a été avec 35 000 tonnes de munitions entreposées, le site de stockage de munitions le plus important de l'US Air Force en Europe. Après la fin de son utilisation, il était prévu de convertir la friche industrielle à des fins touristiques. Comme il ne s'est pas trouvé d'investisseur pour le projet, la conversion en parc énergétique est décidée en 2001. Le site est exploité par la société juwi (de).

## Installations

### Parc éolien
Le parc éolien de Morbach a une puissance nominale totale de 28 mégawatts, et est composé de 14 éoliennes de type Vestas V80-2MW de 100 mètres de haut au moyeu, d'un diamètre de 80 mètres d'hélice et d'une puissance unitaire de 2 mégawatts. Chaque année sont produits de 40 à 45 gigawatts-heures correspondant à la consommation de 13 000 foyers.

### Parc solaire
La centrale solaire photovoltaïque installée sur une surface modulaire de 20 000 m2, a une puissance nominale de 2 mégawatts. Entrée en service en 2002 avec une puissance nominale de 500 kilowatts, elle a été étendue en 2008 et 2011.

### Biomasse
L'installation produit du biogaz (processus de méthanisation) à partir de lisier et d'ensilage issu de maïs, de fourrage et d'autres céréales. La production annuelle électrique est de 3,8 millions de kWh et la production thermique de 5 millions de kWh. L'énergie thermique est employée au séchage du bois dans une unité de production de granulé de bois.

### Méthanation
En mars 2011 entre en service une unité de méthanation qui vise à tester dans des conditions réelles comment la surproduction d'électricité (éolienne ou solaire) peut être stockée sous forme de méthane. L'installation procède à une électrolyse de l'eau pour la séparer en hydrogène et oxygène. L'hydrogène obtenu et le dioxyde de carbone provenant de l'unité de production du biogaz, sont ensuite convertis en méthane grâce à la réaction de Sabatier.